# Область (административная единица)
О́бласть — административно-территориальная единица Армении, Беларуси (вобласць), Болгарии (област), Казахстана (облыс), Кыргызстана (облус) и Украины (область), единица федерального деления современной России.
В современной России области получают название от главного города (Рязань → Рязанская область) или от местности (остров Сахалин → Сахалинская область; река Амур → Амурская область). Они возглавляются губернаторами и состоят из районов. При губернаторе области действует областное правительство, а местные законы издает законодательное собрание или областная дума. Самая большая область России Тюменская (1 464 173 км2, что по площади превосходит территории Франции и Испании вместе взятых), а самая маленькая Калининградская (15 125 км2). Некоторые ранее существовавшие области были преобразованы в края (Камчатская область > Камчатский край).
В дореволюционной России области как административно-территориальные единицы были равнозначны губерниям, но создавались только в национальных окраинах (Армянская область), географически отдалённых территориях (Закаспийская область) или на землях казачьих войск (Область Войска Донского). Управление областями отличалось от губерний тем, что на их территории всегда находились войска, поэтому областной начальник был одновременно главой гражданского и военного управления. Некоторые области были впоследствии преобразованы в губернии (Таврическая область > Таврическая губерния) или включены в их состав. В дореволюционной России области делились на уезды. Одной из первых в России была учреждена Унженская область (1778) в составе Костромского наместничества.
В других странах подобием области как совокупности уездов может являться провинция (Афганистан, Вьетнам, Китай, Таиланд) или префектура (Япония).
Словом область также переводится вилайет — аналогичная административная единица Узбекистана и Таджикистана. Кроме того, области в некоторых странах соответствует понятие регион (фр. région, итал. regione, исп. región).

## Список государств, в составе которых имеются области
| Страна     | Кол-во областей | Самая большая область             | Самая маленькая область              | Самая населённая область               | Самая малонаселённая область         |
| ---------- | --------------- | --------------------------------- | ------------------------------------ | -------------------------------------- | ------------------------------------ |
| Россия     | 48              | Тюменская область (1 464 173 км2) | Калининградская область (15 125 км2) | Московская область (8 597 736 чел.)    | Магаданская область (134 315 чел.)   |
| Беларусь   | 6               | Гомельская область (40 372 км2)   | Могилёвская область (29 068 км2)     | Минская область (1 471 240 чел.)       | Могилёвская область (1 024 751 чел.) |
| Украина    | 24              | Одесская область (33 314 км2)     | Черновицкая область (8097 км2)       | Донецкая область (4 200 461 чел.)      | Черновицкая область (906 701 чел.)   |
| Болгария   | 28              | Бургасская область (7748 км2)     | Область София (1349 км2)             | Область София (1 291 591 чел.)         | Видинская область (88 867 чел.)      |
| Казахстан  | 17              | Актюбинская область (300 629 км2) | Восточно-Казахстанская (97 800 км2)  | Туркестанская область (2 049 700 чел.) | Улытауская область (226 998 чел.)    |
| Армения    | 10              | Гегаркуникская область (5349 км2) | Армавирская область (1242 км2)       | Армавирская область (265 800 чел.)     | Вайоцдзорская область (52 300 чел.)  |
| Кыргызстан | 7               | Нарынская область (45 200 км2)    | Таласская область (11 400 км2)       | Ошская область (1 209 400 чел.)        | Таласская область (251 800 чел.)     |

## ВВооружённых силах Юга Россиив 1919—1920 гг
Административно-территориальная единица военного времени, объединявшая в себе несколько губерний или регионов, подконтрольных главноначальствующему (областному начальнику).
- Харьковская область
- Киевская область
- Новороссийская область
- Область Северного Кавказа

## В СССР и странах бывшего СССР
- Области СССР
- в некоторых странах бывшего СССР:
  - Области Армении
  - Области Беларуси
  - Области Казахстана
  - Области Кыргызстана
  - Области Российской Федерации
  - Области Таджикистана
  - Области Узбекистана
  - Области Украины

## В других странах
Административно-территориальные единицы некоторых стран могут быть названы областями. Список таких стран:
- Бангладеш
- Болгария
- Италия
- Греция — другое используемое название для административных округов Греции.